# Афричка камењарка
Афричка камењарка или берберска јаребица (лат. Alectoris barbara), је врста птице из рода Alectoris породице фазана (Phasianidae). Насељава северну Африку од Марока до Египта.

## Распрострањеност
Афричка камењарка насељава северну Африку (од Марока до Египта), Гибралтар (чија је национална птица) и Канарска острва. Пренета је у Португалију укључујући и острво Мадеира. Присутна је и на острву Сардинија. Афричка камењарка је блиско сродна шпанској камењарки (Alectoris rufa), врсти која насељава југозападну Европу (Шпанију, јужну Француску и северозападну Италију).

## Опис
Афричка камењарка достиже дужину од 33–36 cm. Тело јој је округласто. Има живописно перје, које је на леђима, грудима и лицу плавичасто-сиве боје, на темену кестењасте боје, на доњем делу врата је кестењасто са белим тачкама, а на боковима се налазе усправне пруге црне, беле и кестењасте боје. Капци су розе, а кљун црвене боје.
Слична је шпанској камењарки, али има другачије шаре на глави и врату.
Води усамљенички живот, већи део живота проводи на тлу и врло ретко лети. Када је узнемирена, више воли да трчи него да лети, али ако је потребно у стању је да прелети кратка растојања.
Претежно се храни семењем, лишћем, изданцима и воћем, у мањој мери и инсектима.

## Размножавање
Афричка камењарка је станарица, која се гнезди у областима које су суве, отворене и брдовите. Гнезди се у удубљењима на тлу око којих расте висока трава и жбуње, полаже од 6-27 јаја. Период инкубације траје 25 дана. Младе птице остају са родитељима до следеће сезоне гнежђења.